# 非拉犬
非勒犬，又名巴西菲勒獒犬，是一種原產巴西的大型獒犬類型工作犬。雄性肩高在65至75釐米之間，體重至少為50公斤。母狗略小，肩高從60到70釐米，體重為40公斤。
牠被用作護衛犬，牧牛(保護牛群和住宅免受美洲虎的侵害)和大型狩獵犬;也可以作為伴侶犬或寵物飼養。在十八世紀，當奴隸制在巴西仍然合法時，非勒犬被用來將逃跑的黑奴送回他們的主人身邊。
因攻擊性和身型龐大，在斐濟、英國、挪威、馬爾他、香港和賽普勒斯、美國一些州，在沒有法院特別豁免的情況下，擁有這些狗都是非法的。在土耳其，擁有和繁殖巴西非勒犬是非法的。在特立尼達和多巴哥，它被自動歸類為危險犬，這意味著牠們不能進口，雄性必須絕育。 